# Eduardo Valdarnini
Eduardo Valdarnini, né le 17 septembre 1991 à Dreux (France), est un acteur italien né de mère française.

## Filmographie

### Cinéma
- 2012 : Beato chi riceve la grazia
- 2014 : Pasolini d'Abel Ferrara
- 2015 : Arianna
- 2015 : I distesi
- 2016 : Qualcosa di nuovo
- 2018 : I giardini di sabbia
- 2020 : I Liviatani - Cattive attitudini

### Télévision
- 2013 : Roles
- 2017-2019 : Suburra[1].